# 采米策爾湖

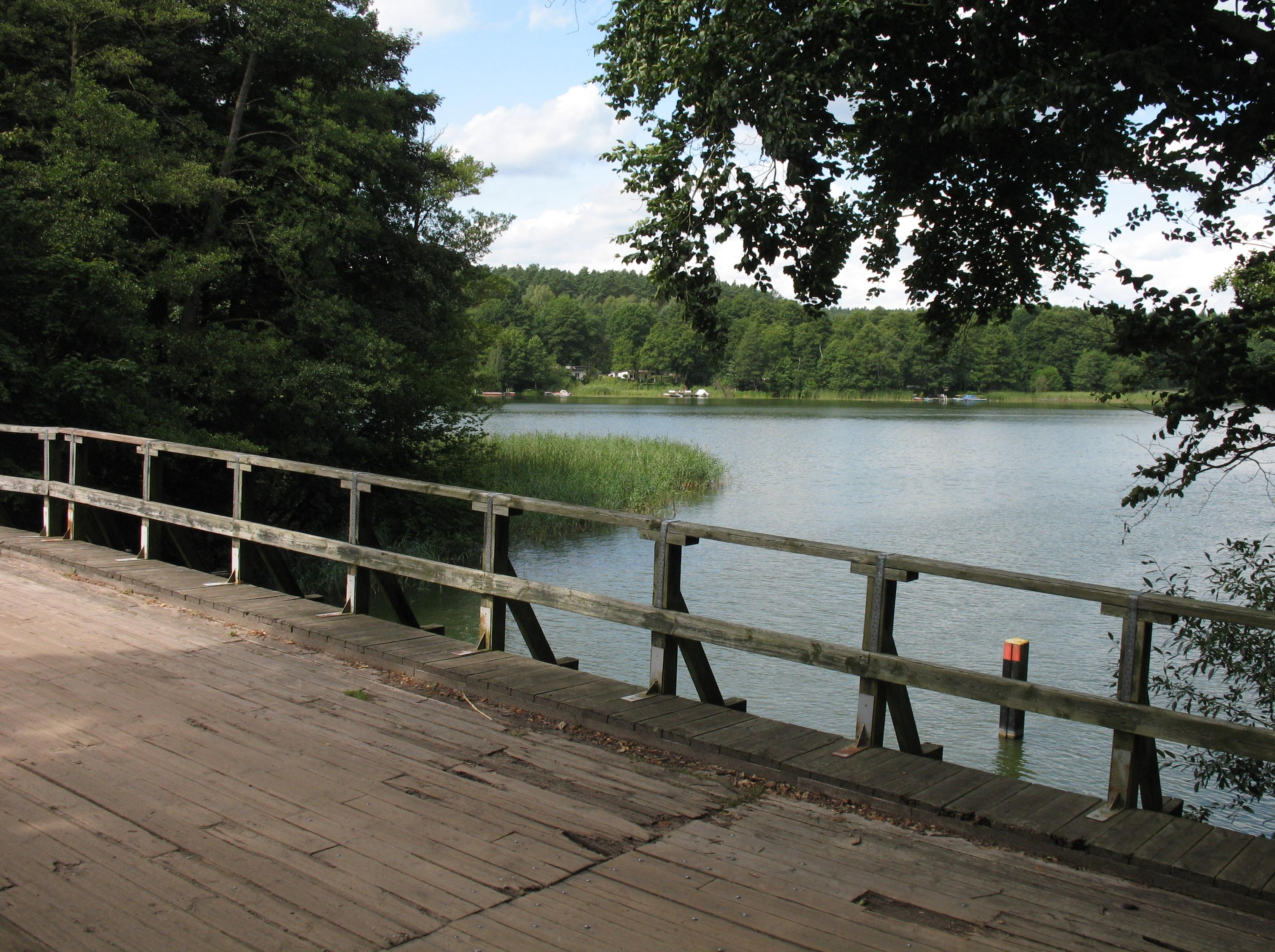

53°00′43″N 12°49′53″E / 53.011896°N 12.831373°E
采米策爾湖（德語：Zermützelsee），是德國的湖泊，位於該國西南部，由勃蘭登堡州負責管轄，處於東普里格尼茨-魯平縣，長2.2公里、寬0.6公里，面積1.2平方公里，海拔高度38米，平均水深4米，最大水深7米。